# Raffaele Monti
Raffaele Monti (Milán, 1818-16 de octubre de 1881) fue un escultor y poeta italiano.

## Biografía
Nacido en Milán (otras fuentes indican Iseo, o Tesino,) en 1818, de Gaetano Matteo Monti, estudió escultura en la Real Academia Imperial de Bellas Artes de Milán con su padre como mentor. De muy joven ganó una medalla de oro por dos grupos expuestos en 1838, llamados Alessandro ammaestra Bucefalo y Aiace che difende il corpo di Patroclo, más tarde perfeccionó sus habilidades en la escuela lombarda junto con Pietro Magni y Vincenzo Vela, que trató de reaccionar a la dureza del neoclasicismo entonces en boga.  Gracias a la medalla que le otorgó la Academia, fue invitado a Viena, donde fue muy apreciado y estudió durante cuatro años, luego se trasladó a Budapest para trabajar en el Museo Nacional de Hungría bajo la dirección de Ludwig Schaller. Regresó a Milán en 1842. Entre 1846 y 1847 fue a Inglaterra, para el encargo de La vestale velata, pero regresó inmediatamente a Italia, impulsado por las revueltas populares: se alistó y se convirtió en oficial de la Guardia Nacional de Milán. Sintiendo el fracaso de los levantamientos revolucionarios, en 1848 decidió volver a Inglaterra, donde vivió el resto de su tiempo. Estableció un estudio en el número 45 de la calle Great Marlborough y comenzó a tener una serie de encargos de monumentos funerarios. En 1851 la Gran Exposición organizada en el The Crystal Palace le dio la oportunidad de alcanzar cierta fama: expuso varias de sus obras, como Eva dopo la caduta, Le pescatrici, Una schiava circassa al mercato di Costantinopoli, Angelica e Medoro, Innocenza e La Vestale velata. Esta última fue ampliamente aclamada, pero fue la de Eva quien ganó el premio. Su habilidad para recrear figuras veladas como la Vergine vestale o la Schiava circassa creó gran fama y demanda a su alrededor. Realizó su trabajo en la Royal Academy of Arts en 1853, 1854 y 1860. Esta dote suya se expresó de nuevo en 1862, durante la Exposición Internacional, con la presentación de La Notte. Hacia el final de su vida se interesó por la galvanoplastia y trabajó en Elkington & Co., una empresa de Birmingham. Sin embargo, sus condiciones económicas siguieron siendo precarias y murió en la pobreza.

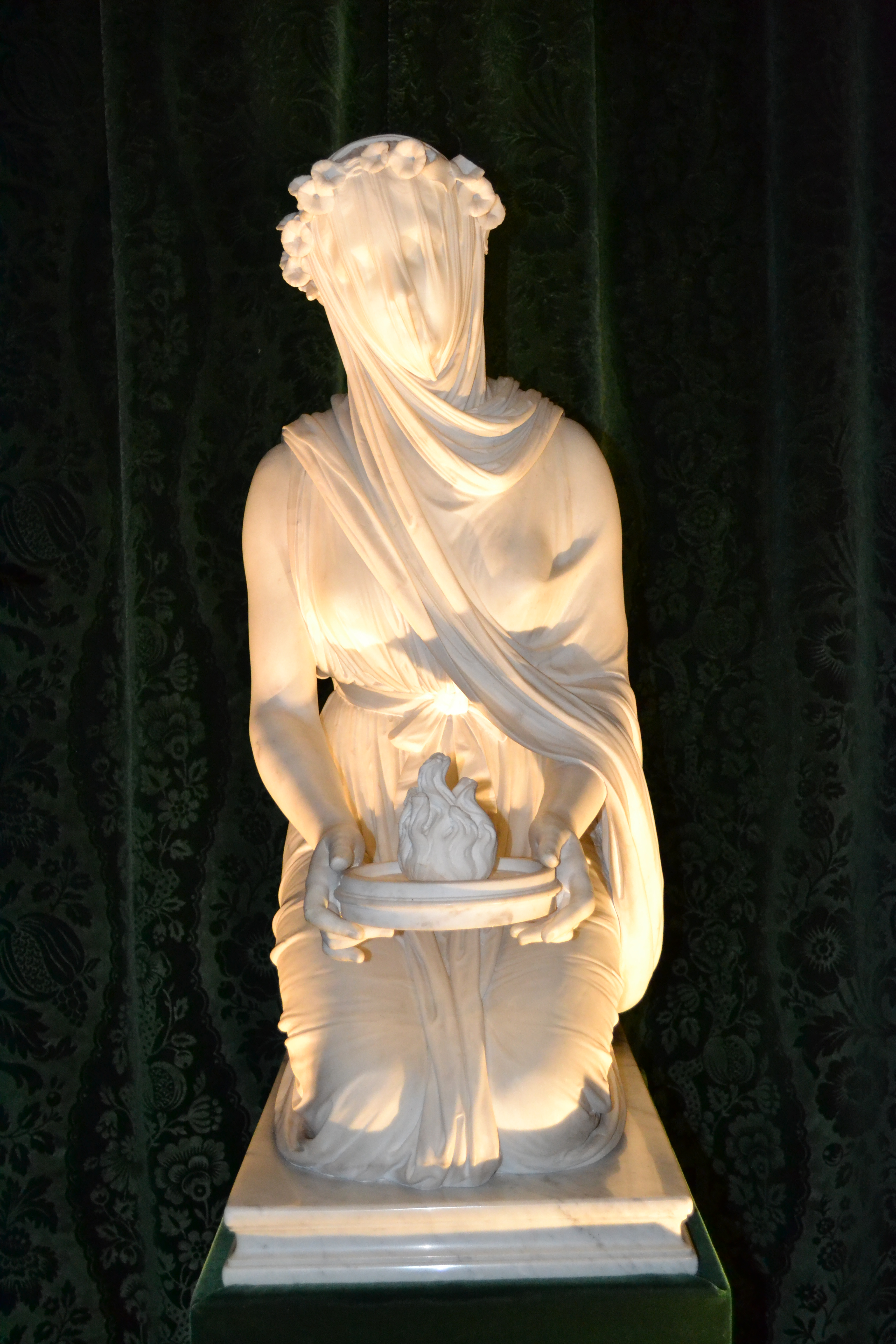
La vestale velata como se representa en la Casa de Chatsworth.

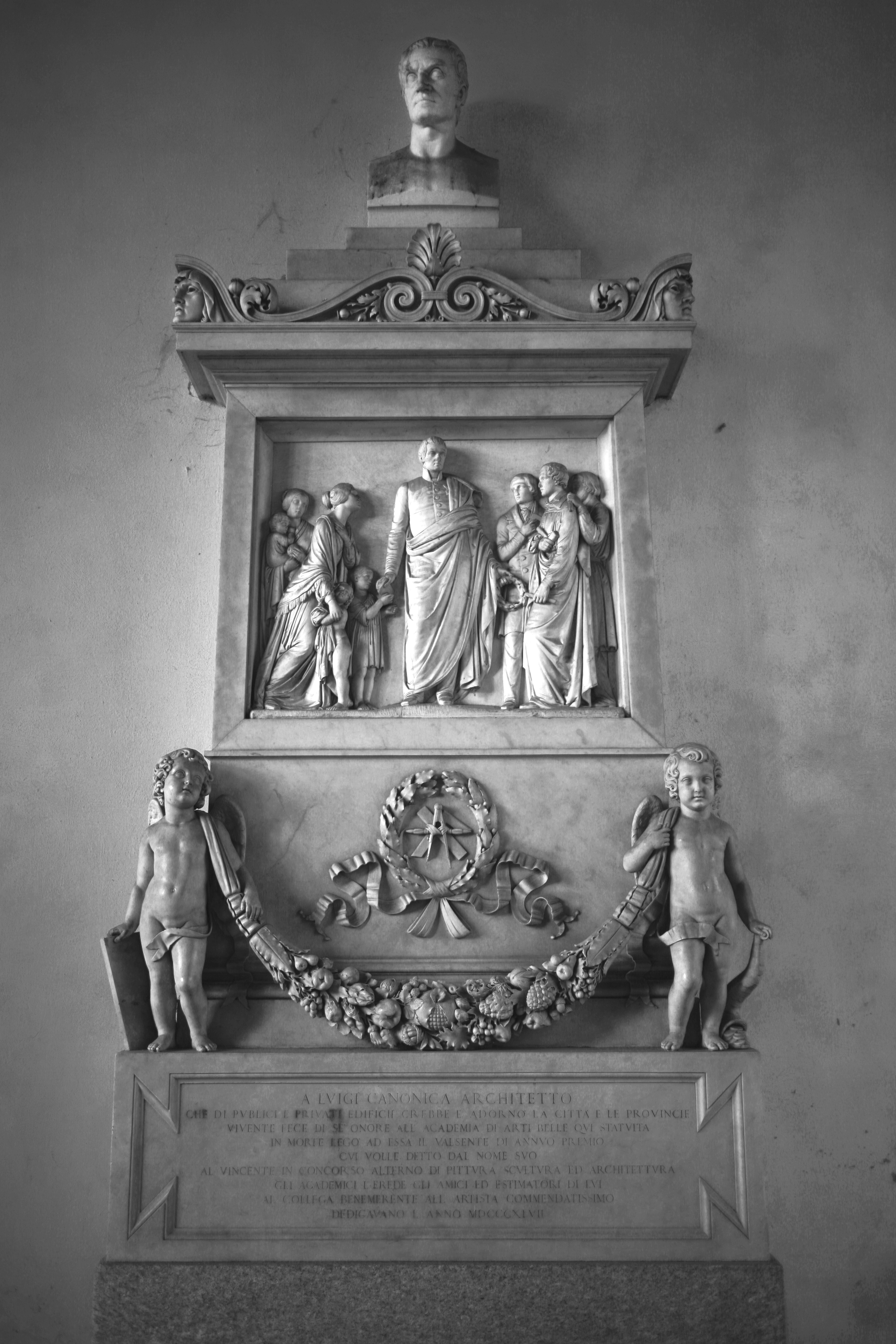
Il monumento a Luigi Canonica, Accademia di Brera, 1846-1847.

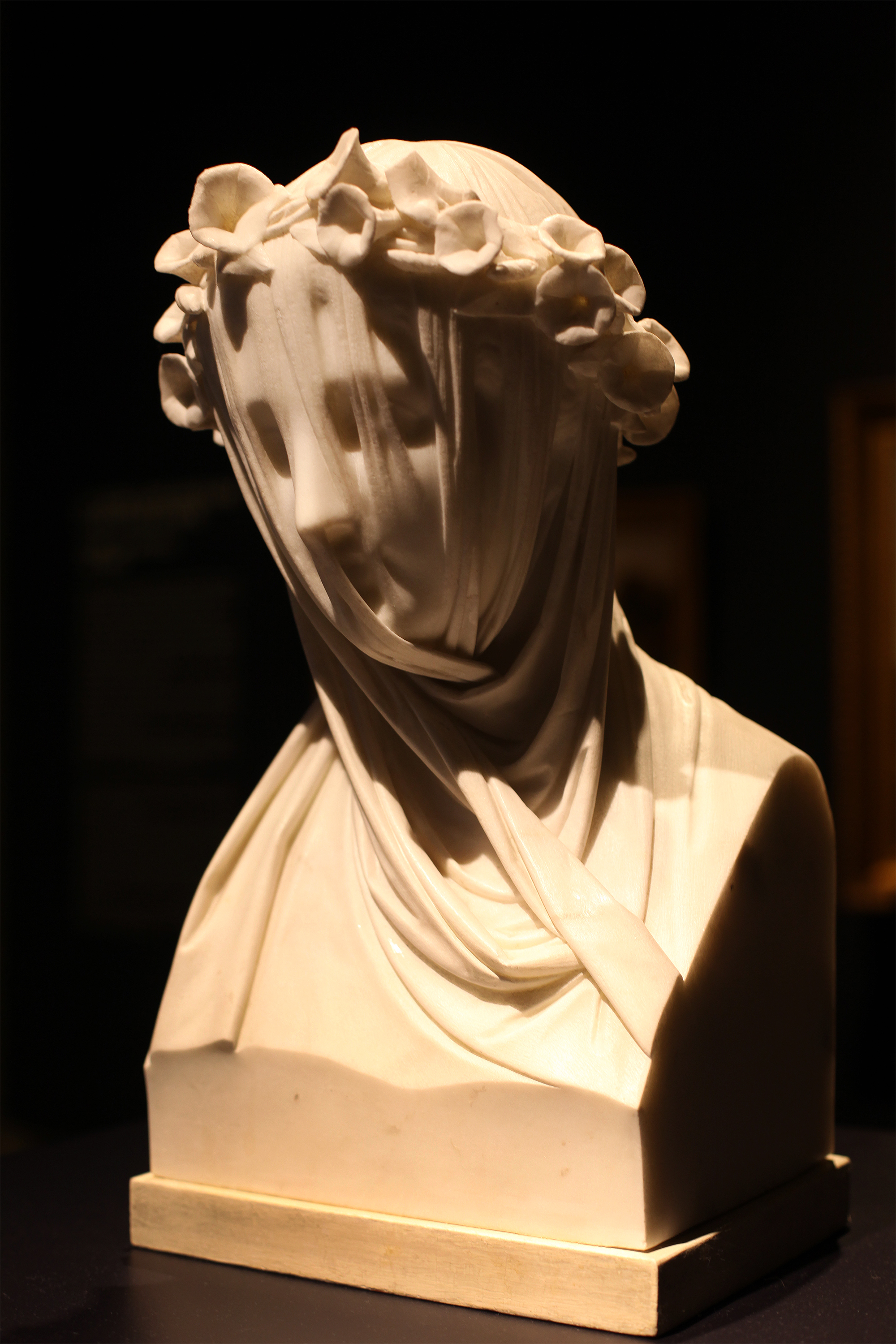
Dama velata (1845), Castello di Racconigi.

## Obras
- Alessandro ammaestra Bucefalo, grupo (1838, perdido).[1]
- Aiace che difende il corpo di Patroclo, grupo (1838, perdido).[1]
- La dama velata (busto). Probablemente creado en 1845, representa un antecedente de la posterior Vestal velada esculpida en Inglaterra. En la actualidad se conserva en el «Aeolus» Galería del Castillo de Racconigi.[6] Una copia creada alrededor de 1860 está presente en el Instituto de Artes de Minneapolis.[7][8]
- Monumento onorario a Luigi Canonica. Se conserva en la Academia Brera de Milán. La obra está firmada por R. Monti 1846, el monumento está fechado en 1847.[9]
- La vestale velata. Solicitado por Guillermo Jorge Spencer Cavendish, sexto duque de Devonshire el 18 de octubre de 1846 y entregado en abril de 1847, representa una vestal con el rostro velado, arrodillada y llevando una llama. Se exhibió durante la Gran Exposición de 1851 en el The Crystal Palace,[10] y fue un gran éxito. El autor, sin embargo, lo llamó «una broma».[11] Después de haber sido probablemente expuesto en Chiswick House durante muchos años, llegó, en 1999, a Chatsworth House, donde ahora está presente.[12] En 1861 el Crystal Palace Art Union, una empresa privada concebida por Thomas Battam jnr. en 1858, crea un busto basado en el trabajo anterior; el busto mencionado se convirtió en uno de los más famosos jamás producidos en mármol de Paros. Actualmente está alojado en el Museo Fitzwilliam.[10]
- Monumento funerario di Lady Barbara Ashley-Cooper. Esculpida en 1848, de inspiración gótica, presenta a la difunta como una niña dormida protegida por dos ángeles de la guarda, vestida de forma neomedieval. Está ubicada en la iglesia de San Nicolás, en Hatherop.[13]
- Eva dopo la caduta, esculpida en 1848 y expuesta en la Gran Exposición de 1851, ganó una medalla.[3][14] La estatua original probablemente se haya perdido.[15]
- Schiava circassa nel mercato di Costantinopoli, c. 1851, exhibido en el The Crystal Palace durante la Gran Exposición. La versión de mármol se ha perdido, mientras que quedan pequeñas copias. Una de ellas, probablemente perteneciente a un grupo de obras vendidas directamente por Raffaele Monti a través de Christie's el 22 de junio de 1855,[1] se encuentra ahora en la Colección Wallace.[16]
- Veritas, 1853, encargado para el The Crystal Palace, se exhibió la versión en yeso , que fue destruida en 1936 en el incendio del edificio. La versión de mármol, en cambio, se exhibió en la Royal Academy of Arts, pero desde 1972 es propiedad del Museu António Medeiros e Almeida, en Lisboa.[17]
- Estatuas alegóricas, fuentes decorativas, jarrones y tazas para la nueva sede del Crystal Palace, en Sydenham, a partir de 1853.
- La donna velata, (1854). Otra versión de la mujer con velo, pero esculpida en su totalidad. Propiedad del Museo Metropolitano de Arte.[18]
- Statua di Padre Tamigi. Fue encargado en 1854 para The Crystal Palace. Después de sobrevivir al incendio de 1936 y cambiar de residencia varias veces, se trasladó en 1974 a St. John's Lock, cerca de la ciudad de Lechlade, donde todavía reside hoy.[19]
- Statua di Charles Stewart, III marchese di Londonderry, encargada en 1854 por la esposa del difunto, fue entregada a la ciudad el 2 de diciembre de 1861 y colocada en la plaza del mercado de Durham.[20] Actualmente es la estatua más grande creada con la técnica de galvanoplastia.[5] Una leyenda local dice que el escultor se jactaba de no haber cometido ningún error, hasta que un mendigo ciego notó que le faltaba la lengua dentro de la boca del caballo simplemente tocando la cavidad con la mano. Según la leyenda, Raffaele Monti se suicidó por deshonra.[20][21]
- Decoraciones del Gran Salón de Mentmore Towers con la ayuda de Joseph Paxton, 1857.[1]
- Concepto y creación del bajorrelieve sobre el proscenio de la Royal Opera House, 1858.[1][22]
- Il sonno del dolore e il sogno della gioia. Esculpida en 1861, se exhibió durante la Exposición Internacional de Londres de 1862. Después de pasar por manos privadas fue exhibida por el centenario de la Gran Exposición (1962),[1]  y luego en 1964 fue adquirido por el Victoria and Albert Museum y ahora se conserva en la sección British Galleries, sala 122. Se cree que representa los trastornos nacionales italianos de ese período.[5]
- La Notte, figurita de porcelana imitando mármol de Paros, diseñada en 1862 y producido por Copeland e hijos, para la Exposición Internacional de Londres. Una versión producida en 1873, nuevamente por Copeland, para la Exposición Internacional de Viena de 1873 está presente en el Victoria and Albert Museum, sección Making Ceramics, sala 143, caja 3, estante 1.[23] Un ejemplo de 1862, por otro lado, se encuentra alojado por el Museo de Arte Dahesh.[24]
- La Mattina, estatuilla como La Notte, pero probablemente perdida.[24]
- Proyecto de centro de mesa plateado para la Mansion House (Londres). El proyecto fue rechazado y por tanto nunca se realizó (1863).[1]
- Donna velata (atribuida). Esculpida en un período desconocido, actualmente está a la venta por 12,000-18,000 libras.[25] Otra versión (c. 1860) de la colección privada de Hannah Gluckstein se vendió el 24 de febrero de 2000 por £ 21,850.[4][25]